# San-Zeno-Altar
San-Zeno-Altar ist der gebräuchliche Name eines Triptychons, das für den Hochaltar der Kirche San Zeno Maggiore in Verona geschaffen wurde. Die insgesamt sechs Einzelgemälde, drei große Tafelbilder und drei kleinere der Predella, wurden zwischen 1457 und 1460 von Andrea Mantegna geschaffen. Die Arbeit ist eines seiner Hauptwerke und gilt als eine Meisterleistung seiner Zeit. Es handelt sich um den ersten Hochaltar der Renaissance, bei dem die neue Auffassung des Realismus durchweg angewandt wurde. Zudem wurde zum ersten Mal im Norden Italiens eine „Sacra Conversazione“ dargestellt.

## Entstehungsgeschichte und Verbleib
Mantegna war durch seine Heirat 1454 mit Nicolosa Bellini ein Schwiegersohn Jacopo Bellinis. Den Auftrag für den Altar erhielt er wohl gegen Ende des Jahres 1456 von Gregorio Correr, Abt des Benediktinerklosters San Zeno zu Verona und päpstlicher Protonotar. Correr, ausgebildet in der Schule von Vittorino da Feltre sollte später Patriarch von Venedig werden. Noch erhalten ist ein Teil der Korrespondenz zwischen Mantegna, Correr und dem Markgrafen von Mantua, Luigi III. Gonzaga. So berichtet ein Schreiben vom 5. Januar 1457 über die Genehmigung des Auftrags durch den Hof zu Mantua. Mantegna war zu diesem Zeitpunkt bereits tätig. In weiteren Schreiben vom 27. November 1457, 15. April 1458 sowie vom Februar und 28. Juni 1459 erkundigte sich Luigi III. nach dem Stand der Arbeiten. Der Altar entstand entgegen den Wünschen des Markgrafen vollständig in Mantegnas Werkstatt in Padua und traf im Juli 1459 in Verona ein. Mantegna war für seine langsame Malweise bekannt. Dies war auch eine Folge der besonderen, bis ins Detail gehenden Sorgfalt. Erste Messen wurden nach dem Zusammenbau 1460 gehalten.
Der Altar verblieb an seinem Standort auf dem Hochaltar der Kirche bis zur Invasion Italiens durch napoleonische Truppen 1797. In diesem Jahr wurde er nach Paris verbracht. Nach der Niederlage Napoleons und dem Wiener Kongress 1815 wurde er nur teilweise zurückgegeben, die drei unteren Bilder der Predella verblieben in Frankreich und wurden durch Kopien ersetzt, die Giovanni Cagliari im 19. Jahrhundert anfertigte. Das mittlere Bild, die Kreuzigungsszene, wird heute im Louvre gezeigt; die beiden anderen sind im Musée des Beaux-Arts in Tours zu sehen. Nach der Rückgabe wurde der Altar nicht mehr an seinem ursprünglichen Standort am Hochaltar, sondern im Chor der Kirche aufgebaut – nach Meinung einiger Kunsthistoriker viel zu hoch. Die fehlenden Bilder wurden durch Kopien ersetzt.

### Die Rahmung
Der Rahmen des Altars besteht aus vergoldetem und bemaltem Holz. Er wurde sicher zusammen mit den Einzelbildern entworfen, da diese in ihrer perspektivischen Anlage Bezug auf den Aufbau selbst nehmen. Mantegna ließ ihn wohl von einem Bildhauer nach seinen Vorgaben fertigen. Vorbild für den Aufbau des gesamten Altars war höchstwahrscheinlich Donatellos Altar für Sant’Antonio in Padua, errichtet bis 1450, sowie das Gemälde Madonna mit den vier Kirchenvätern von Antonio Vivarini in der Accademia zu Venedig. Der nach antiken Vorbildern gearbeitete Rahmen nach Motiven einer antiken Tempelfassade war eine völlige Neuheit in Verona, wo man rein spätgotische Kunstwerke gewöhnt war.
Im unteren Teil werden die drei kleineren Bilder von vier kräftigen, reich verzierten und vergoldeten Sockeln eingefasst und getrennt. Die mittleren drei Tafeln werden durch die auf den Sockeln stehenden, plastisch gearbeiteten, ebenfalls vergoldeten und kannelierten Halbsäulen mit korinthischen Kapitellen eingefasst. Den oberen Abschluss bilden der Architrav sowie der darüber stehende Segmentbogen, der in zwei seitlichen Voluten ausläuft. Architrav und Segmentbogen sind bemalt und vergoldet.

## Die oberen Tafeln

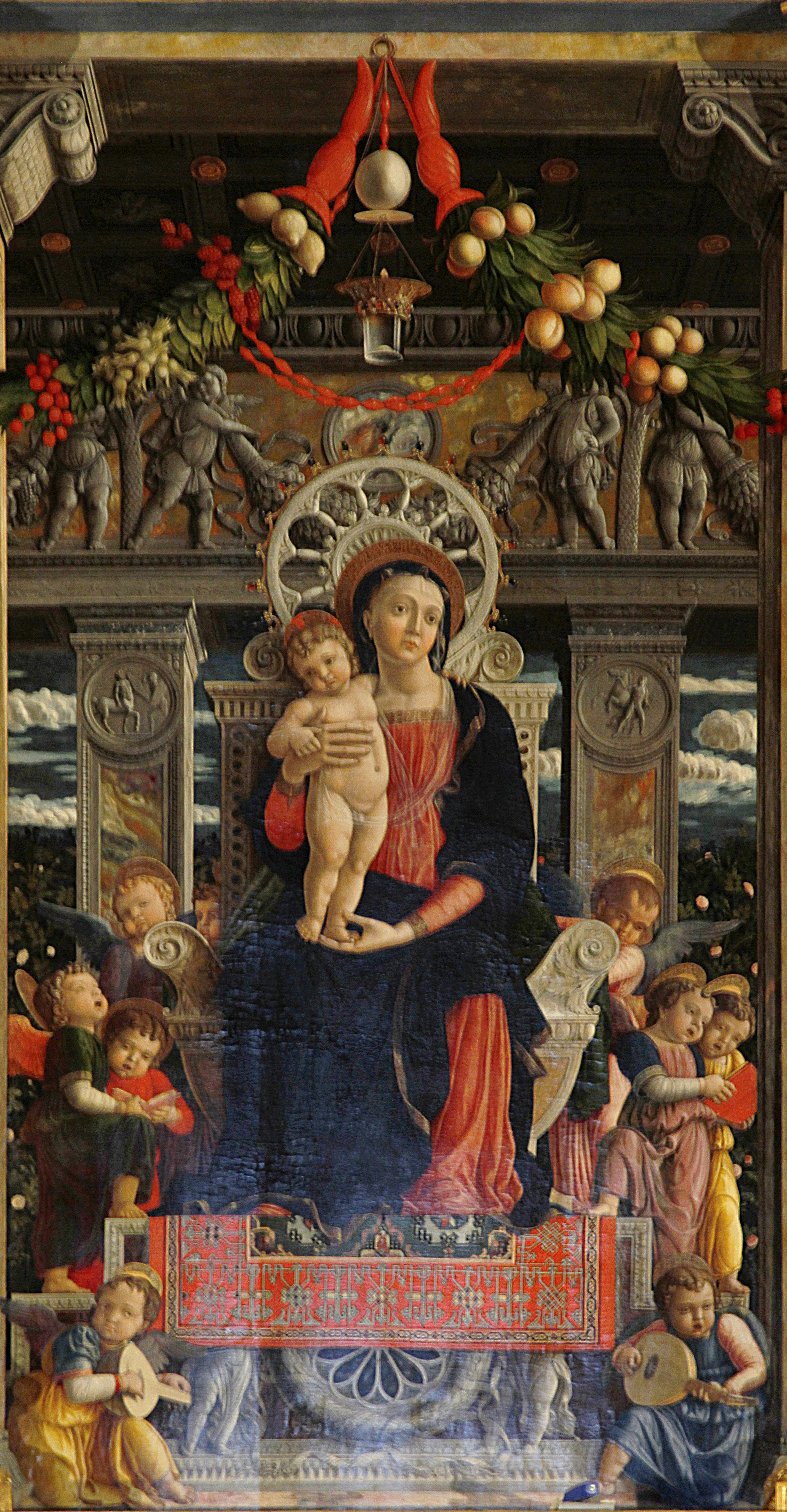
Detail des oberen mittleren Tafelbildes mit der Maria und dem Jesuskind

Das Thema der Sacra Conversazione gibt den Aufbau der drei oberen Tafelbilder vor. Die Hl. Maria mit dem Jesuskind befindet sich im zentralen Teil des Altars. Gruppen von Heiligen und sonstigen Personen werden in den beiden Seitentafeln dargestellt. Jedes Bild weist das Format 220 × 115 Zentimeter auf.
Mantegna gestaltete den Raum der Darstellung als einen perspektivisch nach hinten auslaufenden, streng symmetrischen Tempietto bzw. „Tempel-Pavillon“, der von einer Kassettendecke oberhalb eines rundum laufenden Puttenfrieses bedeckt wird. Reich gearbeitete Girlanden aus Früchten und Obst geben den Bildern trotz der Pfeiler ein vermittelndes Element und erzeugen auch durch die gemalte Aufhängung an Haken oberhalb der Kapitelle zusätzliche Tiefenwirkung. Die Komposition folgt insgesamt den Prinzipien der Trompe-l’œil-Malerei. Zu erkennen ist das auch an den stark perspektivisch verkürzten Bodenkacheln. Die quadratischen Pfeiler mit Marmorverblendungen werden von acht sichtbaren reliefierten Medaillons verziert, von denen sieben auf antike Gemmen oder Münzen zurückgeführt werden können.
Bei der Lichtführung orientierte sich Mantegna am ursprünglichen Aufstellungsort des Hochaltars, er rechnete also mit einem Lichteinfall von rechts oben. Die Figuren der linken Seitentafel sind daher mit kräftigen Farben dargestellt, während das Bild der Personengruppe auf der rechten Tafel blasser blieb. Die stärksten Farben wurden allerdings für die mittlere Tafel verwendet. Da am heutigen Ort des Altars das Licht von links oben einfällt, ist das nur schwer zu erkennen.

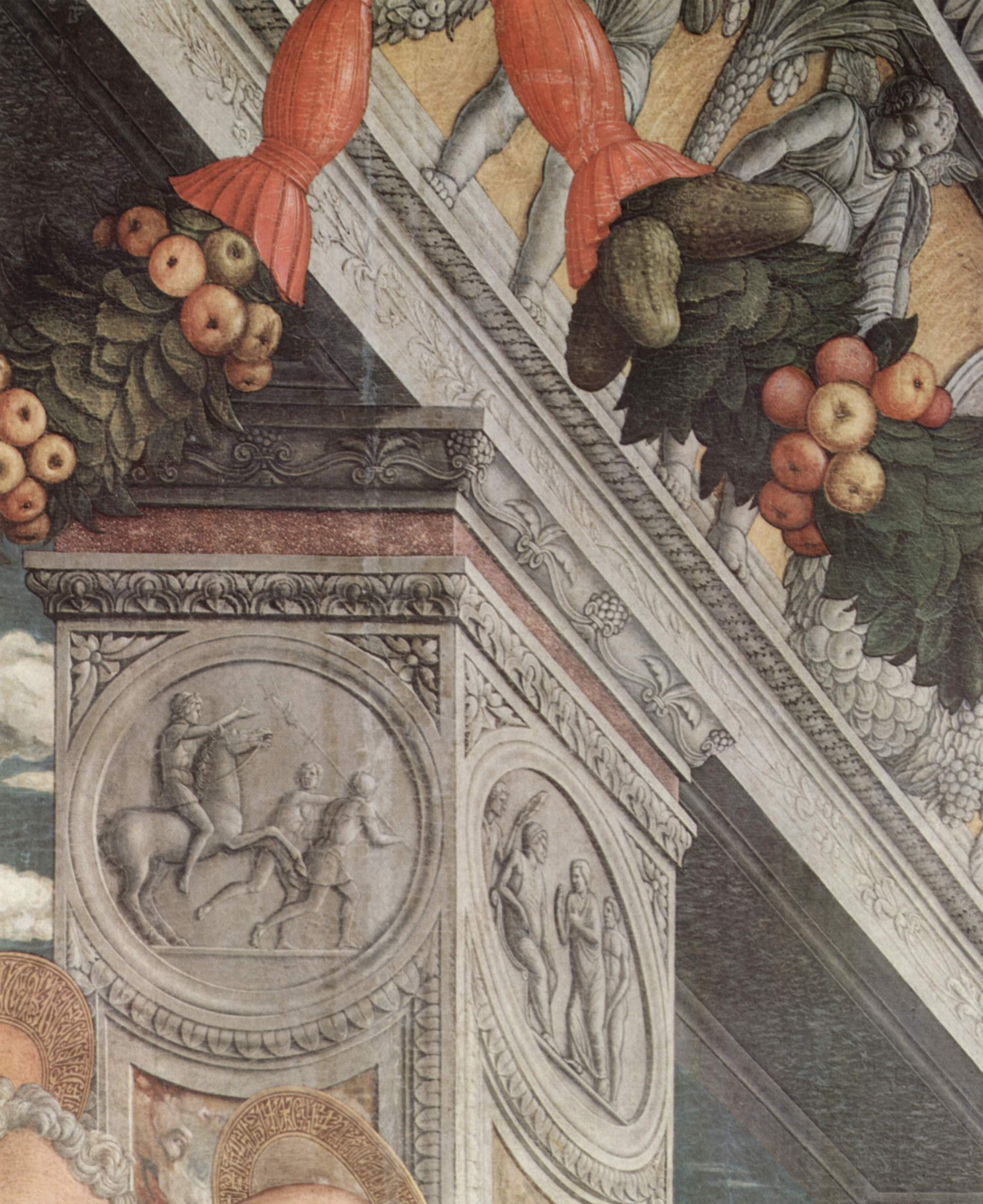
Detail der nach antiken Gemmen oder Münzen gearbeiteten Reliefs der Pfeiler

Die mittlere Tafel enthält das Motiv der Maria mit dem Jesuskind. Die Madonna sitzt auf einem steinernen Thron, die Rückenlehne ist im oberen Abschluss einem Zierfenster in Radform angeglichen und hat die Wirkung eines nochmals beide Figuren umschließenden Heiligenscheins. Maria stützt, ungewöhnlich in der Darstellung, die Füße des stehenden Knaben mit der linken Hand, während die rechte Hand ihn hält. Dies wird als Präsentation des Knaben im Sinne des Heilsversprechens gedeutet. Die Anwesenheit Gottes wird durch die erleuchtete Kerze in der Mitte des Bildes oberhalb des Hauptes Mariä gesehen. Der Teppich, der unterhalb des Thrones zu sehen ist, könnte einem aus Anatolien stammenden Original in der Familie des Auftraggebers nachempfunden sein. Auf ihm ist eine kleine Jahreszahl „1433“ vermerkt; dies war das Jahr, in dem Correr die Abtei San Zeno „ad commendam“ zugesprochen bekam. Der Fluchtpunkt der zentralperspektivischen Konstruktion des Raumes liegt im Mittelpunkt des vom Teppich verdeckten Kranzes. Da dieser von ebenfalls verdeckten Putti gehalten wird, hinter denen sich eine kastenähnliche Struktur befindet, ist angenommen worden, dass zu Füßen der Madonna ein antiker Sarkophag dargestellt wurde. Dies wird als Bildnis der Überwindung des Todes durch den Glauben und damit als ein weiteres Versprechen an die betrachtenden Gläubigen gedeutet. Der Blick Mariä richtet sich aus dem Bild auf die Betrachtenden bzw. Betenden, während das Jesuskind auf die ihn umgebenden musizierenden Engel blickt. Unterhalb der Darstellung befindet sich eine Gruppe musizierender kindlicher Engelsgestalten. Insbesondere die rechte äußere Figur eines musizierenden und singenden Kindes mit aufgeblähten Wangen und faltigen Beinen gilt als ein Beispiel für die äußerst naturalistische Darstellungsweise Mantegnas. Oberhalb der Maria befinden sich zwei Medaillons an den Pfeilern der Tempelkonstruktion. Links wird ein Kentaur mit Christus dargestellt, rechts führt ein Mann ein Pferd. Dieses Motiv soll von einer Skulpturengruppe in Rom übernommen worden sein, allerdings mit einer Abwandlung. Der hinzugefügte Hermesstab deutet darauf hin, dass es sich um Mercurius und dessen Pegasus handelt. Dies könnte ein Hinweis auf die Begleitung der Seele nach dem Tode sein.

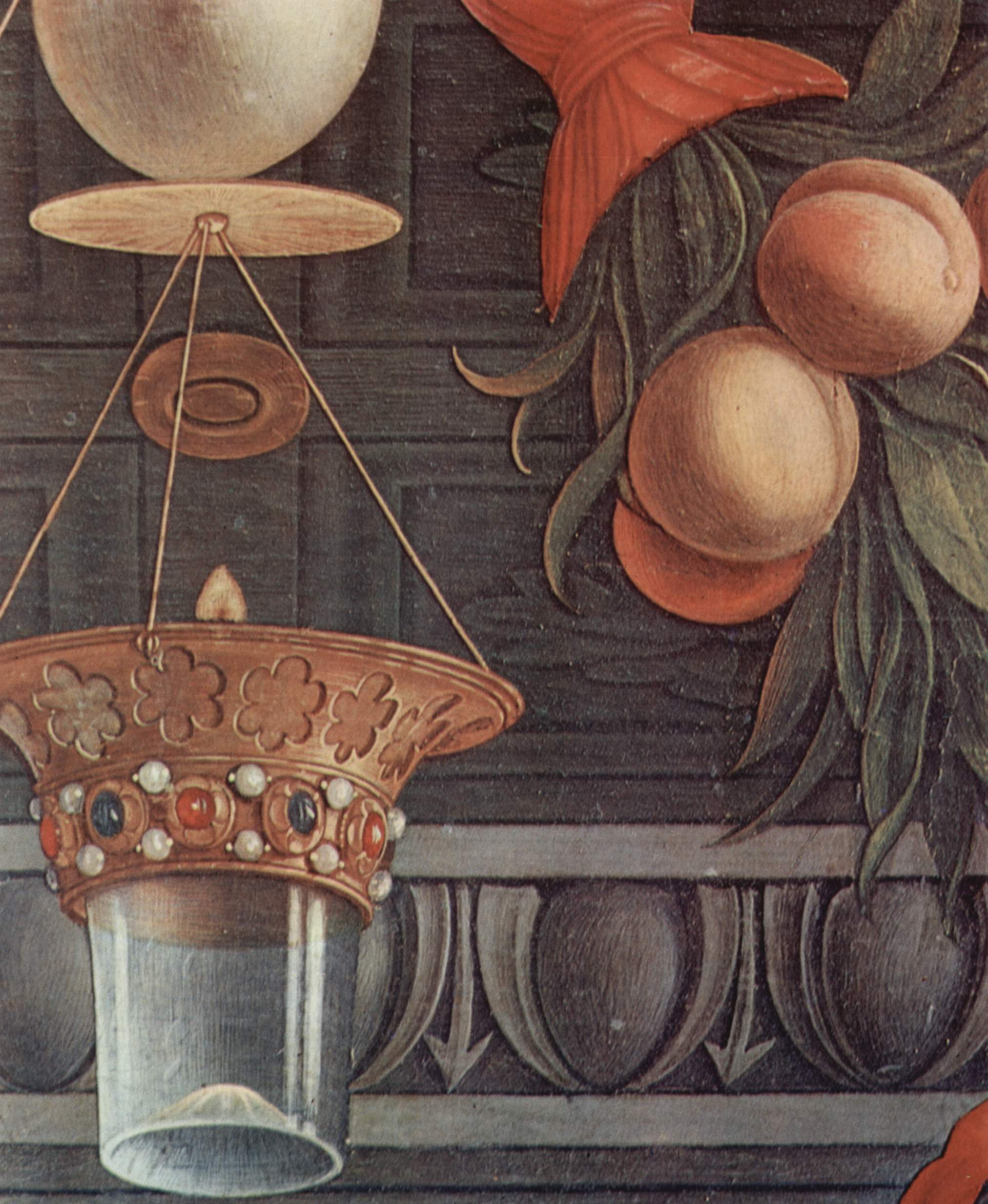
Detail der erleuchteten Lampe über dem Haupt der Maria, Symbol für die Anwesenheit Gottes

Auf dem linken Tafelgemälde befinden sich unter einer architektonischen Darstellung und einer Girlande vier Personen. Sie repräsentieren, wie jene der rechten Tafel, die Tugenden des Stifters, insbesondere seine Belesenheit im Sinne des Strebens nach Erkenntnissen aus dem Studium religiöser Werke. Nahezu jede Figur hält ein Buch in der Hand. Es handelt sich – von links nach rechts – um den Hl. Petrus, den Hl. Paulus, den Hl. Johannes und um den Patron der Stadt Verona, den Hl. Zeno. Petrus mit gelbem Umhang über einem roten Gewand ist mit besonders kräftigen Farben dargestellt. Er hebt sich von seinen Nachbarn, deren Gewänder in dunklen Farben gehalten sind, deutlich ab. Oberhalb der Personengruppe sind an den Pfeilern abermals Rundmedaillons mit Reliefs angebracht. Wiederum wird an antike Vorbilder angeknüpft: Oberhalb von Petrus und Paulus befindet sich die vergrößerte und variierte Abbildung einer hadrianischen Münze, auf der Vorderseite des hinteren linken Pfeilers eine Darstellung der Victoria mit einem Tropaion.
Das rechte Gemälde des oberen Teiles zeigt – von links nach rechts – den Hl. Benedikt, den Hl. Laurentius, den Hl. Gregor sowie, am rechten Bildrand, den Hl. Johannes. Die Medaillons des Pfeilers oberhalb der Bilder von Gregor und Laurentius sowie des hinteren Pfeilers der rechten Tafelseite könnten wiederum von antiken Vorbildern inspiriert worden sein, möglicherweise von Gemmen oder Reliefs antiker Sarkophage. Alle Personen nehmen unterschiedliche Haltungen ein und haben individuelle Merkmale; sie werden nicht als Idealfiguren, sondern als wirkliche Menschen dargestellt. Möglicherweise wurden sie nach Freunden oder Bekannten Mantegnas entworfen. Auch dies trägt zum besonderen Eindruck des Bildes bei.
„Es hatte schon vor Mantegna einige Beispiele für die sacra conversazione gegeben, aber kein Künstler vor ihm hatte so viele Heilige und so viele architektonische und dekorative Elemente zusammengefügt und war so weit von der konservativen und gesetzten Tradition der Altarbilder mit streng voneinander getrennten Tafeln abgewichen.“

## Die Predella

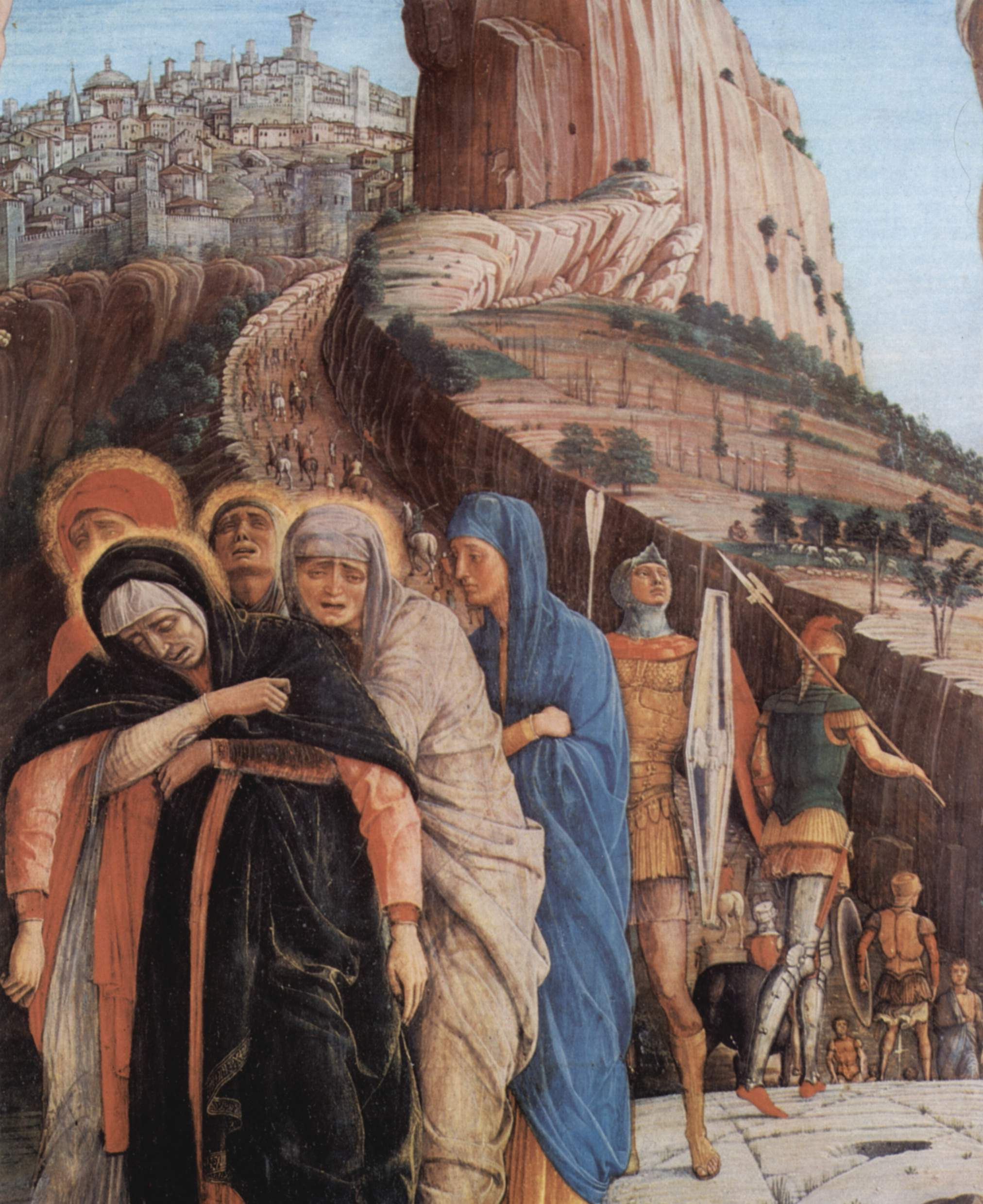
Detail der Kreuzigungsszenen des mittleren Predellbildes

Das mittlere Bild der Predella hat die Maße 67 × 93 Zentimeter, die beiden seitlichen sind 70 × 92 Zentimeter groß. Als herausragend gilt die bereits von Anfang an in die Mitte eingefügte Kreuzigungsszene. Mantegna wählte eine von niederländischen Vorbildern entlehnte zentralperspektivische Konstruktion, die an Jan van Eyck erinnert. Die Arme der Kreuze des guten Diebes zur Rechten und des bösen Schächers zur Linken laufen auf die Mitte des zentralen Kreuzes Jesu zu. Jesus ist mit einem mageren Körper und einem schmerzvollen Gesicht ebenso realistisch dargestellt wie die beiden anderen Figuren. Der Lichteinfall von rechts auf den Körper Jesu sowie auf den linken „guten“ Dieb dient dazu, Gegensätze der Charaktere und Empfindungen zu betonen. Auch die Trauernden stehen im Licht, während die um Jesu Kleider würfelnden Soldaten im Schatten des Berges bleiben. Eine Federzeichnung Mantegnas in brauner Tusche, die sich heute im British Museum in London befindet, war vielleicht eine Vorstudie zu dieser Darstellung. Die perspektivisch verkürzte Gruppe der würfelnden Soldaten ist kunsthistorisch auch deshalb bemerkenswert, weil sie als erste Andeutung einer Genremalerei gesehen wird.

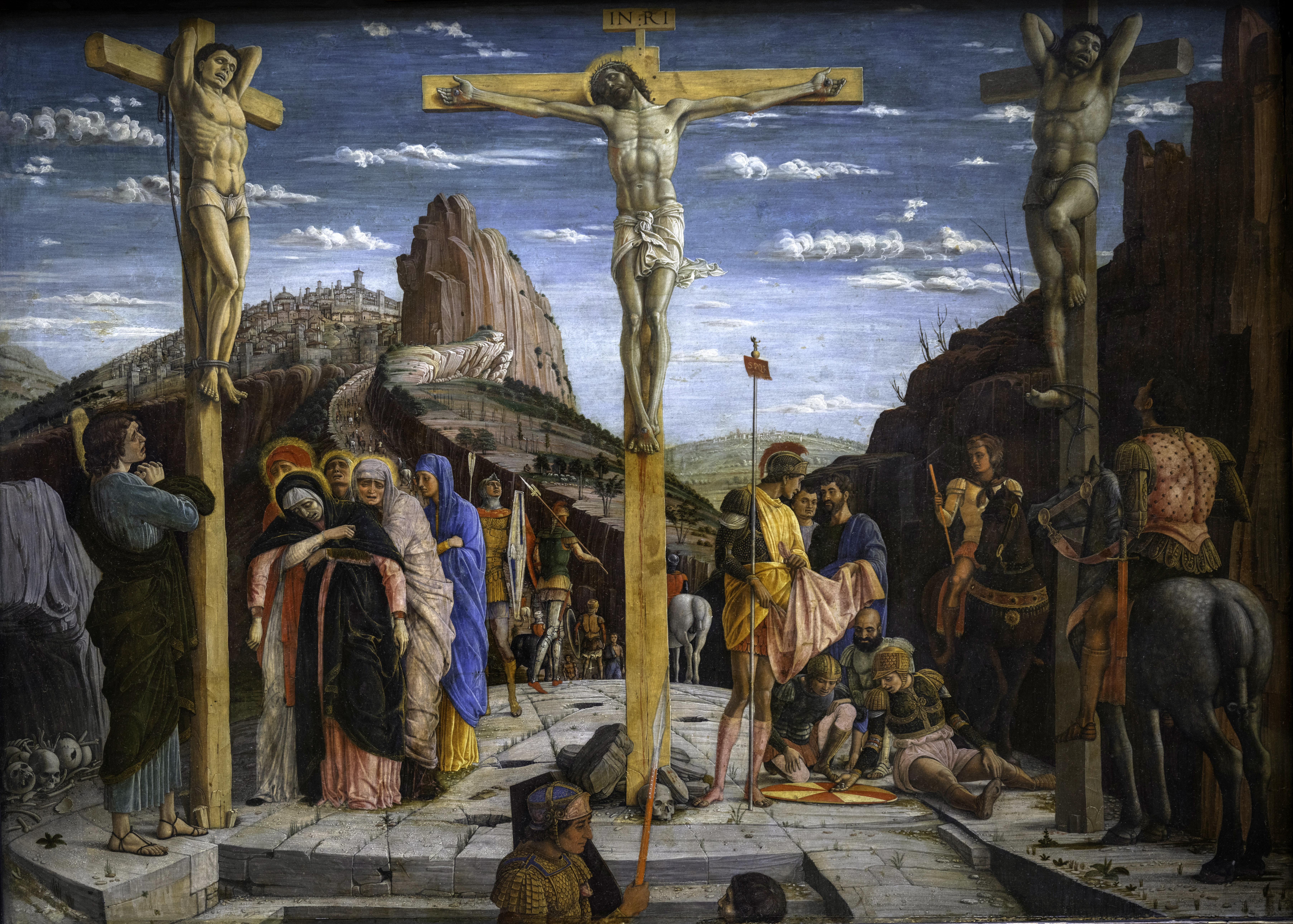
Die Kreuzigungsszene insgesamt

Das linke Predellbild stellt die Szene Christus am Ölberg dar. Das Licht fällt von hinten auf die vordere Szene. Sehr fein gezeichnet sind die Bäume und die Landschaft. Christus betet, während die Apostel noch schlafend dargestellt sind. Sorgfältig konstruierte Mantegna die Gegensätze zwischen der kalten Lichtstimmung des Morgens und des warmen, von Jesus ausgehenden Lichts. Die Lichtführung wird als Vorläufer der späteren Lichtbehandlung Antonio da Correggios gesehen.
Das rechte Bild zeigt die Auferstehung Christi. Der Auferstandene erhebt sich, von einem Strahlenkranz umgeben, aus seinem Sarkophag. Die ihm zugewandten Soldaten sind von Furcht gelähmt. Die Hauptwirkung beruht auf dem Gegensatz zwischen der Ruhe des Auferstandenen und dem Entsetzen seiner Bewacher. Die Darstellung wird häufig mit der Auferstehung Christi von Piero della Francesca verglichen. Piero della Francesca bot allerdings ein Bild, das von einer fast völligen Bewegungslosigkeit der Figuren geprägt war.

## Rezeption
Das Werk erhielt schon von Zeitgenossen „außerordentlichen Beifall“ und brachte Mantegna „großen Erfolg und Respekt“. Als direkt beeinflusste Kunstwerke gelten u. a. Gentile Bellinis Triptychon Madonna mit den Heiligen für die Kirche Santa Maria Gloriosa dei Frari in Venedig von 1488 sowie die des cremonesischen Malers Vincenzo Civerchios 1491 geschaffene Sacra Conversazione, heute auch im Louvre ausgestellt. Der Altar wurde ein Vorbild für die venezianische Malerei und eine Hauptquelle für die spätere veronesische Malerei. Künstler wie Francesco Benaglio und der frühe Francesco Bonsignori nahmen die Anregungen auf. Mantegnas Gesamtwerk beeinflusste Künstler von Albrecht Dürer bis hin zu Peter Paul Rubens und Nicolas Poussin.